# 権重顕

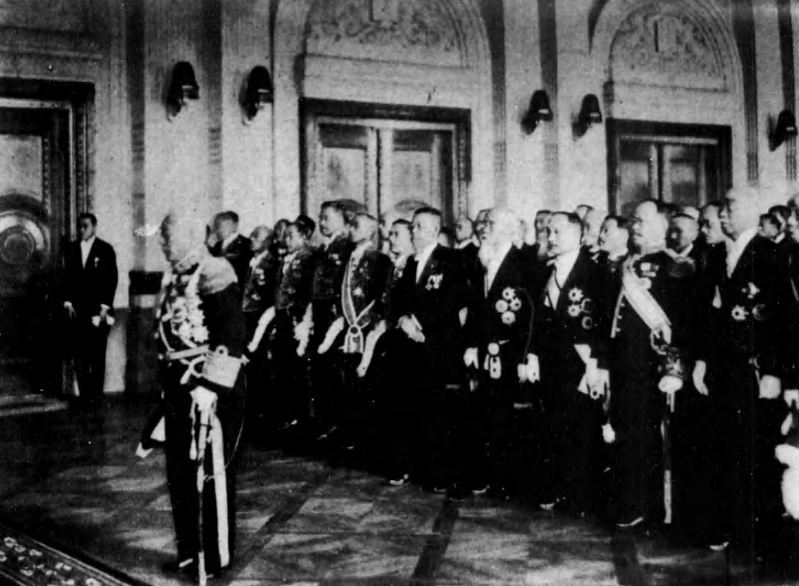
朝鮮総督・斎藤実（左）と元旦拝賀式に臨む権重顕（右から5人目）。1931年

権 重顕（グォン・ジュンヒョン、ごん じゅうけん、朝鮮語: 권중현、1854年11月27日〈旧暦10月8日〉 - 1934年3月19日）は、李氏朝鮮の軍人・政治家。幼名は在衡、号は経農。本貫は安東権氏。朴斉純内閣時代の軍部大臣を最後に中枢院顧問に転じ、日本統治時代には子爵位を贈られ、朝鮮貴族に列せられた。
1905年の第二次日韓協約に賛同したため、李完用や李根沢などとともに乙巳五賊に数えられ糾弾された。現在の大韓民国でも、朝鮮を大日本帝国に明け渡したチニルパ（親日派）として忌避されている。

## 経歴
1854年11月27日（旧暦10月8日）に、李氏朝鮮の忠清道永同郡で生まれた。早くから日本語を学んでいた彼は、日本寄りの政治団体である開化派に身を置いた。1883年に東萊監理署書記官となり、次いで日本駐在書記官となった。1891年には仁川海関幇弁となり、同年締結されたオーストリア＝ハンガリー帝国との修好通商条約調印にも携わっている。その後、漢城府判尹や議政府参賛、表勲院副総裁などを歴任し、1899年には法部大臣に就任した。1904年に大日本帝国とロシア帝国との間で日露戦争が勃発すると、権重顕は日本軍に終始協力的な行動を示した。その結果、日本の勝利に貢献したとして勲一等瑞宝章を受章している。
1901年からは軍部大臣署理を務めるなど、軍事分野でも継続的に活動していた。1902年に陸軍武官学校の校長署理となり、次いで陸軍法院長に就いた。1904年に大韓帝国陸軍副将へ昇進。この頃、鉄道院総裁署理も兼ねている。
1905年、農商工部大臣であった権重顕は、第二次日韓協約に賛同する立場を取った。これにより、大韓帝国の外交権はほぼ大日本帝国に帰属することとなり、事実上朝鮮は日本の保護国となった。この時協約に賛同した、権重顕を含めた5人の官僚は乙巳五賊として後世まで忌避されている。1907年には、羅喆率いる乙巳五賊暗殺団や康元相などによる暗殺未遂に遭っている。彼は軍の部隊に命じ、これらの反逆を鎮圧した。1908年に勲一等旭日大綬章を受章。
1910年に韓国併合条約が締結されると、権重顕は10月16日に勲一等子爵を叙爵され、朝鮮貴族に列せられた。日本統治時代には朝鮮総督府中枢院顧問や朝鮮史編修会顧問を歴任している。1912年に韓国併合記念章を受章し正五位を、1915年に大正大礼記念章を受章し、1918年には従四位を叙位された。
1919年の朝鮮騒擾事件の際に辞表を提出して中枢院顧問を退官したが、その後朝鮮総督の斎藤実に復帰を請い、1925年に朝鮮史編修会顧問の職を得たのち、山梨半造総督時代に中枢院顧問に復任した。
権重顕の爵位は息子の権泰煥が襲爵した。

## 評価
権重顕は息子の権泰煥とともに、2002年に発表された親日派708人名簿や、2008年に民族問題研究所が親日人名辞典に収録するため整理した親日派リストに掲載された。2006年には親日反民族行為真相糾明委員会により選定された、日本統治時代初期の親日反民族行為106人名簿にも名を連ねている。2007年には親日反民族行為者財産調査委員会によって、権重顕と権泰煥の財産は国家に帰属する決定がなされた。
1960年に行われた朝鮮貴族の子孫の近況取材によると、権重顕の孫に当たる人物は当時古美術協会で働いていることが確認された。